# Krzysztof Wach (piłkarz ręczny)
Krzysztof Wach (ur. 5 stycznia 1973) – polski piłkarz ręczny, występujący na pozycji rozgrywającego.

## Życiorys
W latach 1996–1998 występował w AZS AWF Biała Podlaska, uzyskując z tą drużyną awans do ekstraklasy. Następnie występował w Olimpii Piekary Śląskie. W latach 1999–2002 w barwach tego klubu rozegrał 73 mecze w ekstraklasie, w których rzucił 251 bramek. W 2002 roku przeszedł do Anilany Łódź. Po półroczu gry w Anilanie został zwolniony z klubu z powodu niesatysfakcjonujących występów. W 2003 roku zasilił skład Stali Mielec. Z klubem tym awansował do I ligi. W styczniu 2005 roku został zwolniony ze Stali, ponieważ nie zgodził się na zmianę warunków kontraktu. W sezonie 2005/2006 występował w Virecie Zawiercie.